# Julija Starodubceva
Julija Starodubceva (in ucraino Юлія Стародубцева?; Kachovka, 17 febbraio 2000) è una tennista ucraina.

## Carriera
Julija Starodubceva ha vinto 4 titoli in singolare e 3 titoli in doppio nel circuito ITF in carriera. Il 7 ottobre 2024 ha raggiunto il best ranking in singolare raggiungendo la 79ª posizione mondiale, mentre il 6 maggio 2024 ha raggiunto in doppio il best ranking alla 144ª posizione mondiale.
Agli US Open 2023, la Starodubceva ha preso parte nelle qualificazioni nel suo primo Grande Slam della carriera, oltre che al suo debutto nel circuito maggiore.
Ha giocato tennis al college alla Old Dominion University.

## Statistiche ITF

### Singolare

#### Vittorie (4)
| Torneo $100.000 (0) |
| Torneo $80.000 (0)  |
| Torneo $75.000 (0)  |
| Torneo $60.000 (3)  |
| Torneo $50.000 (0)  |
| Torneo $40.000 (0)  |
| Torneo $25.000 (1)  |
| Torneo $15.000 (0)  |
| Torneo $10.000 (0)  |

| N. | Data            | Torneo                                | Superficie  | Avversaria in finale | Punteggio        |
| 1. | 5 marzo 2023    | Spring Women's Open, Spring           | Cemento     | Maria Mateas         | 6-3, 2-6, 6-2    |
| 2. | 18 giugno 2023  | Palmetto Pro Open, Sumter             | Cemento     | Karman Thandi        | 6(5)-7, 7-5, 6-4 |
| 3. | 30 luglio 2023  | Dallas Summer Series, Dallas          | Cemento (i) | Wang Yafan           | 3-6, 6-2, 6-2    |
| 4. | 15 ottobre 2023 | The TaliMar RSF Open, Rancho Santa Fe | Cemento     | Lulu Sun             | 7-5, 6-3         |

#### Sconfitte (2)
| Torneo $100.000 (0) |
| Torneo $80.000 (0)  |
| Torneo $75.000 (0)  |
| Torneo $60.000 (2)  |
| Torneo $50.000 (0)  |
| Torneo $40.000 (0)  |
| Torneo $25.000 (0)  |
| Torneo $15.000 (0)  |
| Torneo $10.000 (0)  |

| N. | Data           | Torneo                                   | Superficie  | Avversaria in finale | Punteggio     |
| 1. | 14 maggio 2023 | Naples Women's Open, Naples              | Terra verde | Caroline Dolehide    | 5-7, 5-7      |
| 2. | 23 luglio 2023 | The Women's Hospital Classic, Evansville | Cemento     | Karman Thandi        | 5-7, 6-4, 1-6 |

### Doppio

#### Vittorie (3)
| Torneo $100.000 (1) |
| Torneo $80.000 (0)  |
| Torneo $75.000 (0)  |
| Torneo $60.000 (1)  |
| Torneo $50.000 (0)  |
| Torneo $40.000 (0)  |
| Torneo $25.000 (1)  |
| Torneo $15.000 (0)  |
| Torneo $10.000 (0)  |

| N. | Data            | Torneo                                      | Superficie  | Compagna        | Avversarie in finale            | Punteggio        |
| 1. | 22 aprile 2023  | The Sports Coast Open, Zephyrhills          | Terra verde | Marija Kononova | Jada Hart Rasheeda McAdoo       | 7-5, 6-3         |
| 2. | 13 agosto 2023  | Koser Jeweler Tennis Challenge, Landisville | Cemento     | Sophie Chang    | Olivia Gadecki Mai Hontama      | w/o              |
| 3. | 15 ottobre 2023 | The TaliMar RSF Open, Rancho Santa Fe       | Cemento     | Makenna Jones   | Tat'jana Prozorova Madison Sieg | 6-3, 4-6, [10-6] |

#### Sconfitte (5)
| Torneo $100.000 (0) |
| Torneo $80.000 (0)  |
| Torneo $75.000 (0)  |
| Torneo $60.000 (2)  |
| Torneo $50.000 (0)  |
| Torneo $40.000 (0)  |
| Torneo $25.000 (2)  |
| Torneo $15.000 (0)  |
| Torneo $10.000 (1)  |

| N. | Data             | Torneo                                   | Superficie  | Compagna          | Avversarie in finale                    | Punteggio           |
| 1. | 17 dicembre 2016 | AlSolaimaneyah Women's Future, Il Cairo  | Terra rossa | Anastasyja Gevel  | Lisa-Marie Brunnemann Diana Popescu     | 6–3, 0–6, [7–10]    |
| 2. | 4 marzo 2023     | Spring Women's Open, Spring              | Cemento     | Sofia Johnson     | Maria Mateas Clervie Ngounoue           | 4-6, 6-2, [4-10]    |
| 3. | 17 giugno 2023   | Palmetto Pro Open, Sumter                | Cemento     | McCartney Kessler | Maria Mateas Anna Rogers                | 4-6, 7-6(3), [6-10] |
| 4. | 24 giugno 2023   | Women's Santo Domingo, Santo Domingo     | Terra rossa | Ana Sofía Sánchez | María Herazo González Ksenija Laskutova | 6–2, 4–6, [9–11]    |
| 5. | 22 luglio 2023   | The Women's Hospital Classic, Evansville | Cemento     | McCartney Kessler | Marija Kononova Veronika Mirošničenko   | 3–6, 6–2, [8–10]    |